# Alexandria Villaseñor
Alexandria Villaseñor (Davis, California, 18 de mayo de 2005) es una activista climática estadounidense que vive en Nueva York. Seguidora del movimiento de Juventud por el clima y de la activista climática Greta Thunberg, Villaseñor es cofundadora de US Youth Climate Strike y fundadora de Earth Uprising.

## Trayectoria
Villaseñor nació en 2005 en Davis, California, donde se crio. La familia se mudó del norte de California a la ciudad de Nueva York durante 2018. Villaseñor es latina. Su objetivo es trabajar algún día para la Organización de las Naciones Unidas (ONU).
La lucha de Villaseñor por la acción climática se desencadenó cuando se quedó atrapada en una nube de humo del gran incendio que se produjo en noviembre de 2018 en California durante una visita familiar. Afectada de asma, enfermó físicamente y durante su convalecencia investigó sobre el cambio climático y los aumentos de temperatura que contribuyeron a la gravedad del incendio. Su madre se matriculó en cursos sobre cambio climático en la Universidad de Columbia y participó en ellos, aprendiendo sobre la ciencia subyacente. Poco después se unió al grupo de Nueva York de Zero Hour, un grupo de jóvenes estadounidenses activistas del clima. 
Villaseñor ha llevado a cabo una acción climática similar a la de Thunberg, quien la inspiró con su charla del 4 de diciembre de 2018 en la Conferencia de las Naciones Unidas sobre el Cambio Climático (COP24) en Katowice, Polonia. Desde el 14 de diciembre de 2018 (mientras todavía se llevaba a cabo la COP24), no asistió a las clases de los viernes para protestar frente a la Sede de las Naciones Unidas en Nueva York contra la falta de acción ante al cambio climático. Tras abandonar el grupo Youth Climate Strike, fundó el grupo educativo sobre cambio climático Earth Uprising.
Cuando Greta Thunberg llegó a la ciudad de Nueva York tras su viaje transatlántico en velero en agosto de 2019, Villaseñor y algunos otros activistas climáticos la saludaron. Para entonces, ya habían establecido contacto entre ellos a través de las redes sociales. El 23 de septiembre de 2019, Villaseñor, junto con otros 15 jóvenes activistas, entre ellos Greta Thunberg, Catarina Lorenzo y Carl Smith, presentaron una queja legal ante la ONU acusando a cinco países, Francia, Alemania, Brasil, Argentina y Turquía, de no haber cumplido los objetivos de reducción a los que se comprometieron en el Acuerdo de París.
A mediados de octubre de 2019, asistió a la Cumbre Mundial de Alcaldes C40 en Copenhague, Dinamarca.

## Reconocimientos
En mayo de 2019, Villaseñor recibió el Premio Disruptor de los Tribeca Disruptive Innovation Awards (TDIA), consiguió una beca de la organización de defensa pública The Common Good, y recibió el premio Youth Climate Leadership del Día de la Tierra.